# 943
Năm 943 là một năm trong lịch Julius.